# Lav ranunkel
Lav ranunkel (Ranunculus repens) er en 15-35 cm høj urt, der vokser på enge, i fugtige skove og omkring bebyggelse. Den betragtes af nogle som et besværligt ukrudt. Navnet repens betyder på latin 'krybende' og hentyder til, at planten har krybende skud.

## Beskrivelse
Lav ranunkel er en flerårig urt med en lav, krybende vækst. Stænglerne er vandrette og bærer flere rosetter af oprette blade. Bladene er trekoblede og flerdobbelt snitdelte med hel rand. Oversiden er klart grøn, mens undersiden er lysere grågrøn. Blomstringen sker i maj-august, hvor de regelmæssigt 5-tallige, gule blomster sidder endestillet på særlige skud. Frugterne er nødder med et krogformet næb, som egentlig er den bevarede griffel.
Rodnettet er trævlet, og det dannes på alle punkter, hvor de krybende stængler er i vedvarende jordkontakt. Den måde at vokse på har været til gavn for planten i nicher, hvor vegetationen blev afgræsset, men det har også gjort lav ranunkel til et besværligt ukrudt. Alle dele af planten er giftige.
Højde x bredde og årlig tilvækst: 0,10 – 0,50 m (10 x 5 cm/år).

## Voksested
Lav ranunkel findes udbredt i hele Europa, men også i Nordafrika, Mellemøsten og Asien. Overalt er den almindelig i grøfter og på enge, langs vejkanter og i græsplæner, på fugtige marker og i skove.
I fugtige enge ses den sammen med bl.a. hjertegræs, engforglemmigej, kæmpestar, lægekvæsurt, purpurpil og trævlekrone.

## Billeder
|                                     |
| Område med blomstrende lav ranunkel |

|                            |
| Blomst med krybende rhizom |

|  |
|  |

|  |
|  |

|  |
|  |

| Portal | Portal:Botanik |